# Grotemannentheorie

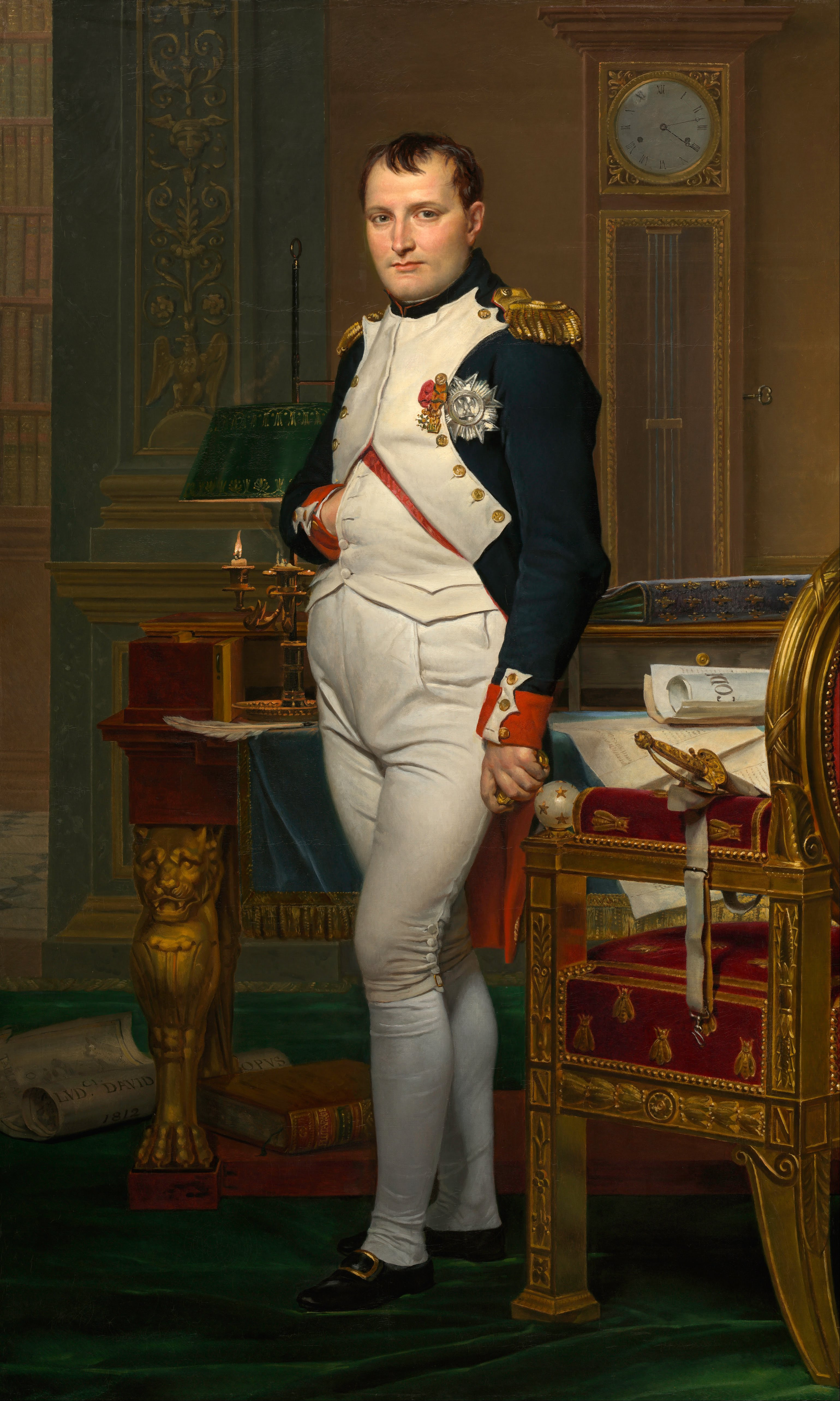
Napoleon, een typische grote man, zou het ‘Napoleontische’ tijdperk hebben gecreëerd door zijn militaire en politieke genialiteit.

De grotemannentheorie (Engels: Great Man Theory) is een benadering van de bestudering van de geschiedenis die populair werd in de 19e eeuw en volgens welke de geschiedenis grotendeels kan worden verklaard door de impact van grote mannen, of helden: zeer invloedrijke en unieke individuen die, vanwege hun natuurlijke eigenschappen zoals superieur intellect, heldhaftige moed, buitengewone leiderschapsvaardigheden, of goddelijke inspiratie, een beslissend historisch effect hebben. De theorie wordt voornamelijk toegeschreven aan de Schotse essayist, historicus en filosoof Thomas Carlyle, die in 1840 een reeks lezingen gaf over heldendom, later gepubliceerd als On Heroes, Hero-Worship, & the Heroic in History, waarin hij verklaart:
Universele geschiedenis, de geschiedenis van wat de mens heeft bereikt in deze wereld, is in wezen de geschiedenis van de Grote Mannen die hier hebben gewerkt. Zij waren de leiders van mensen, deze groten; de vormgevers, patronen, en in een brede zin scheppers, van al hetgeen de algemene massa van mensen wist te doen of te bereiken; alle dingen die we zien als voltooid in de wereld zijn eigenlijk het uiterlijke materiële resultaat, de praktische verwezenlijking en belichaming, van Gedachten die verbleven in de Grote Mannen die naar de wereld werden gezonden: de ziel van de hele wereldgeschiedenis, het kan rechtvaardig worden beschouwd, was de geschiedenis van deze mannen.
Deze theorie wordt meestal in contrast gebracht met "geschiedenis van onderaf", die de nadruk legt op het leven van de massa's die overweldigende golven van kleinere gebeurtenissen creëren waarbij leiders worden meegesleept. Een andere tegenovergestelde stroming is het historisch materialisme.

## Overzicht

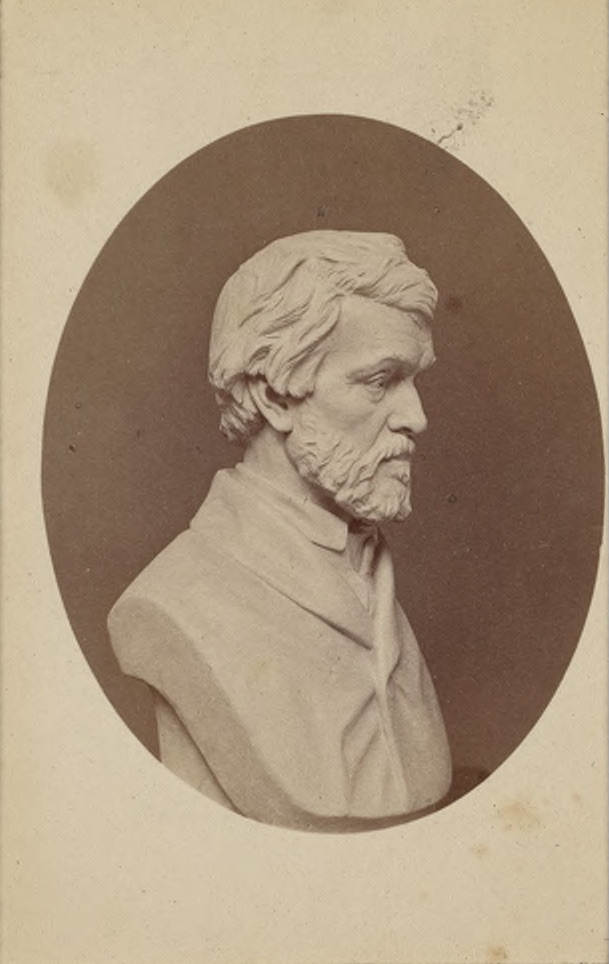
Buste van Thomas Carlyle door Thomas Woolner

Carlyle stelde dat "De geschiedenis van de wereld niets anders is dan de biografie van grote mannen", wat zijn overtuiging weerspiegelt dat helden de geschiedenis vormen door zowel hun persoonlijke eigenschappen als goddelijke inspiratie. In zijn boek Heroes and Hero-Worship zag Carlyle de geschiedenis als gedraaid om de beslissingen, werken, ideeën en karakters van "helden", waarbij hij gedetailleerde analyses gaf van zes typen: de held als godheid (zoals Odin), profeet (zoals Mohammed), dichter (zoals Shakespeare), priester (zoals Maarten Luther), man van letters (zoals Rousseau), en heerser (zoals Napoleon). Carlyle betoogde ook dat de studie van grote mannen "winstgevend" was voor iemands eigen heroïsche kant; door het onderzoeken van de levens van zulke helden kon men niet anders dan iets ontdekken over zijn eigen ware aard.
Zoals Sidney Hook opmerkt, is een veelvoorkomende misinterpretatie van de theorie dat "alle factoren in de geschiedenis, behalve grote mannen, onbeduidend waren", terwijl Carlyle in plaats daarvan beweert dat grote mannen de beslissende factor zijn, vanwege hun unieke genie. Hook gaat vervolgens verder om deze uniciteit te benadrukken om het punt te illustreren: "Genie is niet het resultaat van talenten samenstellen. Hoeveel bataljons zijn gelijk aan een Napoleon? Hoeveel kleine dichters zullen ons een Shakespeare geven? Hoeveel wetenschappers van middelmatig niveau zullen het werk van een Einstein doen?"
De Amerikaanse geleerde Frederick Adams Woods ondersteunde de grote man-theorie in zijn werk: The Influence of Monarchs: Steps in a New Science of History. Woods onderzocht 386 heersers in West-Europa van de 12e eeuw tot aan de Franse Revolutie in de late 18e eeuw en hun invloed op het verloop van historische gebeurtenissen.
De benadering van de Grote Man tot geschiedenis was het meest in de mode bij professionele historici in de 19e eeuw; een populair werk van deze school is de Encyclopædia Britannica Eleventh Edition (1911), die uitgebreide en gedetailleerde biografieën bevat over de grote mannen van de geschiedenis, maar zeer weinig algemene of sociale geschiedenissen. Zo is bijvoorbeeld alle informatie over de post-Romeinse "Migratieperiode" van de Europese geschiedenis samengevoegd onder de biografie van Attila de Hun. Deze heldhaftige kijk op de geschiedenis werd ook krachtig gesteund door sommige filosofen, zoals Léon Bloy, Kierkegaard, Oswald Spengler en Max Weber.
Georg Wilhelm Friedrich Hegel, voortgaand vanuit de providentialistische theorie, betoogde dat "wat echt is, redelijk is" en Wereld-Historische individuen zijn agenten van de Wereldgeest. Hegel schreef: "Zulke zijn grote historische mensen—wiens eigen bijzondere doelen die grote kwesties omvatten die de wil van de Wereldgeest zijn." Dus, volgens Hegel, creëert een groot man niet zelf de historische werkelijkheid, maar onthult hij alleen de onvermijdelijke toekomst.
In Ontijdige Meditaties schrijft Friedrich Nietzsche dat "het doel van de mensheid ligt in haar hoogste exemplaren". Hoewel het corpus van Nietzsche enige overlap vertoont met Carlyle's gedachtegang, verwierp Nietzsche uitdrukkelijk Carlyle's heldencultus in Ecce Homo.

### Aannames
De grote man theorie berust op twee belangrijke aannames, zoals opgemerkt door Villanova-universiteit:
1. Elke grote leider wordt geboren met bepaalde eigenschappen die hem in staat stellen op instinct te stijgen en leiding te geven.
2. De behoefte aan hen moet groot zijn, zodat deze eigenschappen zich kunnen ontwikkelen, waardoor ze leiding kunnen geven.

Deze theorie en de geschiedenis claimen dat deze grote leiders helden zijn die tegen alle verwachtingen in in opstand kwamen om rivalen te verslaan en onderweg volgers inspireerden. Theoretici zeggen dat deze leiders vervolgens werden geboren met een specifieke reeks eigenschappen en eigenschappen die hen ideale kandidaten maken voor leiderschap en rollen van autoriteit en macht. Deze theorie leunt dan ook zwaar op geboren in plaats van gemaakt, op de natuur in plaats van op opvoeding, en cultiveert het idee dat degenen die aan de macht zijn het verdienen om te leiden en niet in twijfel mogen worden getrokken omdat ze de unieke eigenschappen hebben die hen geschikt maken voor de functie.

## Reacties

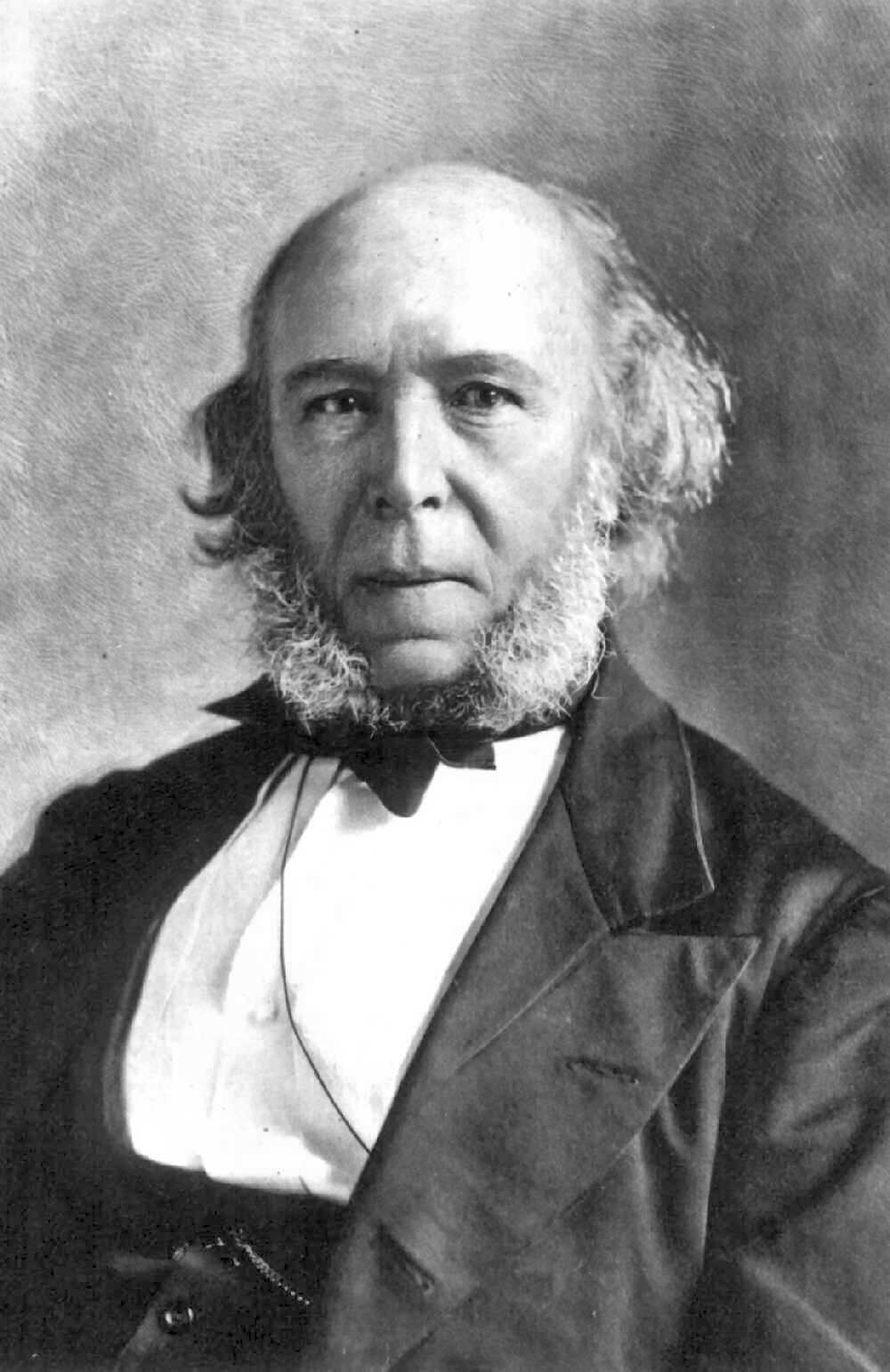
Herbert Spencer was een hedendaagse criticus van Carlyle's Great Man-theorie.

### De kritiek van Herbert Spencer
Een van de krachtigste critici van Carlyle's formulering van de theorie van de grote man was Herbert Spencer, die geloofde dat het toeschrijven van historische gebeurtenissen aan de beslissingen van individuen een onwetenschappelijk standpunt was. Hij geloofde dat de mannen die Carlyle veronderstelde dat 'grote mannen' slechts producten waren van hun sociale omgeving:
U moet toegeven dat de oorsprong van een grote man afhangt van de lange reeks complexe invloeden die de ras hebben voortgebracht waarin hij verschijnt, en de sociale staat waarin dat ras langzaam is gegroeid... Voordat hij zijn maatschappij kan hervormen, moet zijn maatschappij hem vormen.— Herbert Spencer, The Study of Sociology

### De verdediging van William James

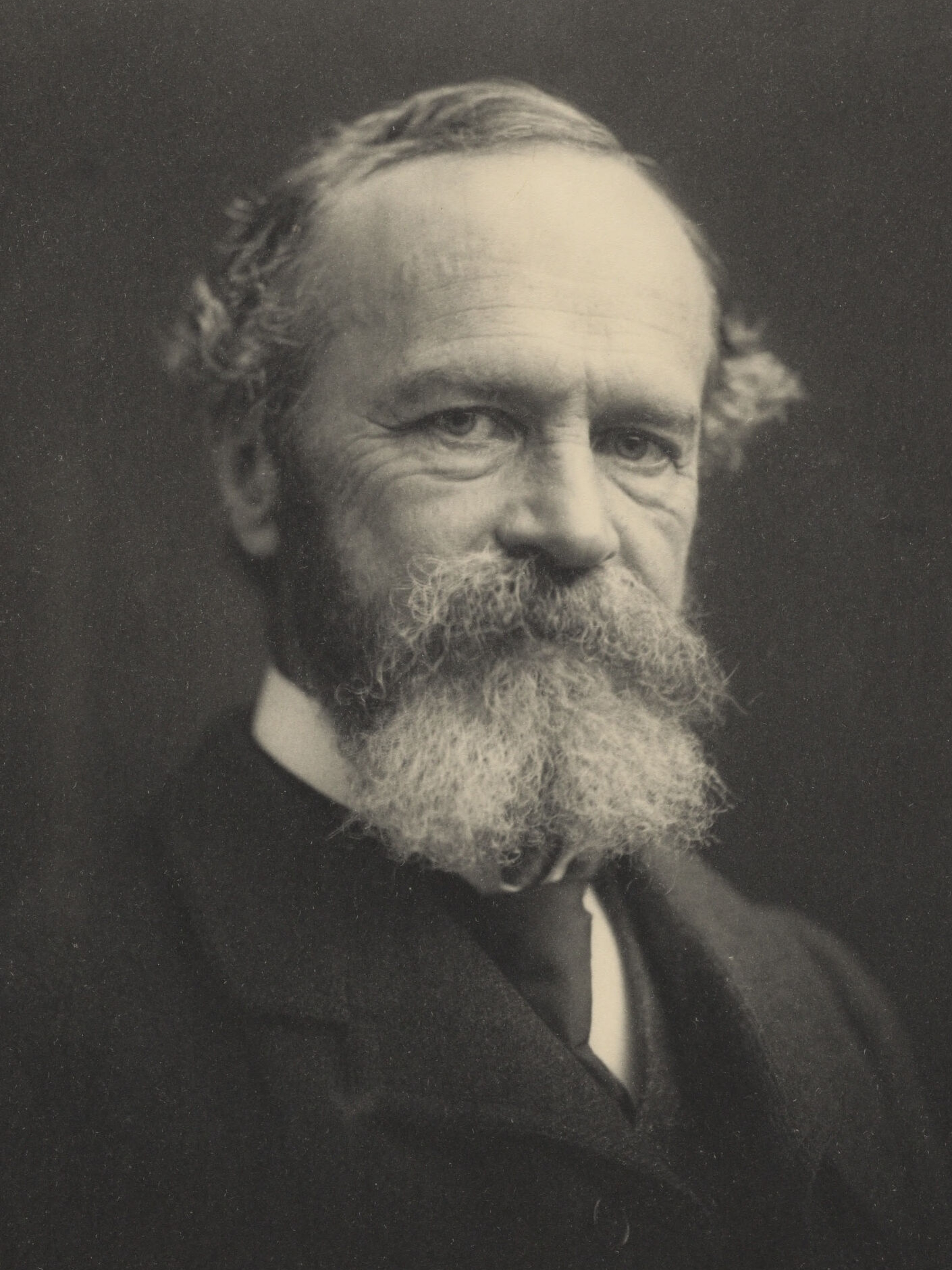
William James was een 19e-eeuwse filosoof en psycholoog.

William James verdedigde in zijn lezing uit 1880 "Great Men, Great Thoughts, and the Environment",  gepubliceerd in de Atlantic Monthly, Carlyle krachtig en weerlegde Spencer, waarbij hij veroordeelde wat James beschouwde als een "brutaal", "vaag", en ‘dogmatisch’ argument.
Als er iets menselijk zeker is, dan is het dat de maatschappij van de grote man, in de juiste zin van het woord, hem niet maakt voordat hij haar kan hervormen ... De mutaties van samenlevingen, dan, van generatie op generatie, zijn in hoofdzaak direct of indirect te wijten aan de daden of voorbeelden van individuen van wie het genie zo goed was aangepast aan de ontvankelijkheden van het moment, of van wie de toevallige positie van autoriteit zo kritiek was dat ze gisten werden, initiatiefnemers van bewegingen, stichters van precedenten of mode, centra van corruptie, of vernietigers van andere personen, van wie de gaven, als ze vrij spel hadden gehad, de samenleving in een andere richting zouden hebben geleid.
James' verdediging van de theorie van de grote man kan als volgt worden samengevat: De unieke fysiologische aard van het individu is de beslissende factor bij het maken van de grote man, die op zijn beurt de beslissende factor is bij het veranderen van zijn omgeving op een unieke manier, zonder waarin de nieuwe omgeving niet zou zijn ontstaan, waarbij de omvang en aard van deze verandering mede afhankelijk is van de ontvangst van de omgeving op deze nieuwe stimulus. Om zijn betoog te beginnen beweert hij eerst sardonisch dat deze inherente fysiologische eigenschappen evenveel te maken hebben met ‘sociale, politieke, geografische [en] antropologische omstandigheden’ als de ‘omstandigheden van de krater van de Vesuvius te maken hebben met het flikkeren van dit gas. waarmee ik schrijf". Vervolgens illustreert hij zijn argument door de talloze genetische variaties te beschouwen die kunnen voorkomen in de vroegste stadia van seksuele voortplanting:
Nu, wanneer het resultaat de neiging is van een eicel, zelf onzichtbaar voor het blote oog, om naar deze of gene richting te kantelen in haar verdere evolutie, - om een genie of een domoor voort te brengen, net zoals de regendruppel ten oosten of ten westen van de kiezel passeert, - is het dan niet duidelijk dat de afbuigende oorzaak moet liggen in een zo verborgen en minuscule regio, moet het zo'n ferment van een ferment zijn, een oneindig klein deeltje van zo'n hoge orde, dat zelfs vermoeden nooit zou slagen in een poging om er een beeld van te vormen?
James stelt dat genetische afwijkingen in de hersenen van deze grote mannen de beslissende factor zijn bij het introduceren van een originele invloed in hun omgeving. Ze zouden daarom originele ideeën, ontdekkingen, uitvindingen en perspectieven kunnen bieden die ‘in de geest van een ander individu niet precies die conclusie zouden hebben voortgebracht… Het komt uit het ene brein en niet uit het andere, omdat de instabiliteit van dat brein zoals zichzelf in die specifieke richting laten kantelen en van streek maken." James beschrijft de manifestaties van deze unieke fysiologische eigenschappen als volgt:
De spontane ontregelingen van hersenen op deze en gene manier op bepaalde momenten in bepaalde ideeën en combinaties worden in gelijke mate gematcht door hun even spontane permanente kantelingen of verzakkingen naar bepaalde richtingen. De humoristische inslag is zeer kenmerkend; de sentimentele evenzeer. En de persoonlijke toon van elk brein, die het gevoeliger maakt voor bepaalde indrukken, meer open voor bepaalde redenen, is evenzeer het resultaat van dat onzichtbare en denkbare spel van de krachten van groei binnen het zenuwstelsel die, ongevoelig voor de omgeving, de hersenen bijzonder geschikt maken om op een bepaalde manier te functioneren.
James betoogt vervolgens dat deze spontane variaties van genialiteit, dat wil zeggen de grote mannen, die causaal onafhankelijk zijn van hun sociale omgeving, vervolgens die omgeving beïnvloeden die op zijn beurt de nieuw aangetroffen variaties in een vorm van evolutionaire selectie zal behouden of vernietigen. Als de grote man behouden blijft, verandert de omgeving door zijn invloed op ‘een geheel originele en eigenaardige manier. Hij fungeert als een gist en verandert de samenstelling ervan, net zoals de komst van een nieuwe zoölogische soort het fauna- en bloemenevenwicht van de regio waarin het voorkomt." Elke gisting, elke grote man, oefent een nieuwe invloed uit op zijn omgeving, die wordt omarmd of afgewezen en als deze wordt omarmd, zal dit op zijn beurt de smeltkroes vormen voor het selectieproces van toekomstige genieën.
De producten van de geest met de bepaalde esthetische inslag bevallen of misvallen de gemeenschap. We omarmen Wordsworth en worden onsentimenteel en sereen. We zijn gefascineerd door Schopenhauer en leren van hem de ware weelde van ellende. De aangenomen inslag wordt een ferment in de gemeenschap en verandert haar toon. De verandering kan een voordeel of een ongeluk zijn, want het is (met alle respect voor de heer Allen) een differentiatie van binnenuit, die het gauntlet van het selectieve vermogen van de grotere omgeving moet doorstaan.
Als je deze genieën verwijdert “of hun eigenaardigheden verandert”, welke “toenemende uniformiteit zal de omgeving dan laten zien? We dagen de heer Spencer of wie dan ook uit om te antwoorden.” Voor James (Barney) zijn er dus twee verschillende factoren die sociale evolutie veroorzaken:
1. Het individu, dat uniek is in zijn ‘fysiologische en infrasociale krachten, maar alle kracht van initiatief en ontstaan in zijn handen draagt’ en
2. De sociale omgeving van het individu, "met zijn kracht om zowel hem als zijn gaven te adopteren of af te wijzen".

Hij concludeert aldus: "Beide factoren zijn essentieel voor verandering. De gemeenschap stagneert zonder de impuls van het individu. De impuls sterft weg zonder de sympathie van de gemeenschap."
James beweert dat Spencers visie daarentegen de invloed van die impuls negeert
Het ontkennen van het vitale belang van individueel initiatief is dan ook een volkomen vage en onwetenschappelijke opvatting, een afdwaling van het moderne wetenschappelijke determinisme in het meest oude oosterse fatalisme. De les van de analyse die we hebben gemaakt (zelfs op de volledig deterministische hypothese waarmee we zijn begonnen) vormt een oproep van de meest stimulerende soort aan de energie van het individu ... Het is dwaasheid om te spreken van de "wetten van de geschiedenis" als iets onvermijdelijks, dat de wetenschap alleen maar hoeft te ontdekken, en waarvan de consequenties iedereen dan kan voorspellen maar niets kan doen om te veranderen of af te wenden. De wetten van de natuurkunde zijn zelfs voorwaardelijk en gaan over 'als'. De natuurkundige zegt niet: "Het water zal hoe dan ook koken"; hij zegt alleen dat het zal koken als er vuur onder wordt aangestoken. En dus kan de sociologiestudent hooguit voorspellen dat als een genie van een bepaald soort de weg wijst, de maatschappij zeker zal volgen. Het had al heel lang met groot vertrouwen voorspeld kunnen worden dat zowel Italië als Duitsland een stabiele eenheid zouden bereiken als iemand maar het proces kon starten. Het had echter niet voorspeld kunnen worden dat de modus operandi in elk geval de onderwerping aan een oppermachtige staat zou zijn in plaats van federatie, omdat geen historicus de grillen van geboorte en fortuin had kunnen berekenen die op hetzelfde moment zulke machtsposities gaven aan drie zulke bijzondere individuen als Napoleon III, Bismarck en Cavour.

### Andere reacties
Vóór de 19e eeuw begint Blaise Pascal zijn Three Discourses on the Condition of the Great (geschreven naar het schijnt voor een jonge hertog) met het vertellen van het verhaal van een schipbreukeling op een eiland waarvan de inwoners hem voor hun vermiste koning beschouwen. Hij verdedigt in zijn parabel van de schipbreukeling dat de legitimiteit van de grootheid van grote mannen in wezen berust op gewoonte en toeval. Een toeval dat ervoor zorgt dat hij op de juiste plek terechtkomt, waarbij adellijke ouders en willekeurige gewoontes bijvoorbeeld beslissen over een ongelijke verdeling van rijkdom ten gunste van de edelen.
In Oorlog en vrede van Leo Tolstoj is kritiek op de theorieën van grote mannen een terugkerend thema in de filosofische uitweidingen. Volgens Tolstoj is de betekenis van grote individuen denkbeeldig; in feite zijn zij slechts ‘slaven van de geschiedenis’, die het decreet van de Voorzienigheid realiseren.
Jacob Burckhardt bevestigde het historische bestaan van grote mannen in de politiek, en excuseerde zelfs de zeldzaamheid onder hen om ‘grootheid van ziel’ of grootmoedigheid te bezitten: ‘Tijdentijders geloven dat als mensen zich maar met hun eigen zaken bemoeien, de politieke moraal vanzelf zal verbeteren en de geschiedenis gezuiverd worden van de misdaden van de 'grote mannen'. Deze optimisten vergeten dat ook het gewone volk hebzuchtig en jaloers is en bij weerstand de neiging heeft zich tot collectief geweld te wenden." Burckhardt voorspelde dat het kleineren van grote mannen zou leiden tot een verlaging van de normen en een stijging van de middelmatigheid in het algemeen.
Mark Twain suggereert in zijn essay ‘The United States of Lyncherdom’ dat ‘morele lafheid’ ‘het dominante kenmerk is van de samenstelling van 9.999 mannen onder de 10.000’ en dat ‘vanaf het begin van de wereld geen opstand tegen publieke schande heeft plaatsgevonden’. of onderdrukking is ooit begonnen, behalve door die ene gedurfde man op de 10.000, terwijl de rest schuchter wachtte en langzaam en met tegenzin meedeed, onder de invloed van die man en zijn kameraden uit de andere tienduizenden.'
In 1926 merkte William Fielding Ogburn op dat de geschiedenis van de Grote Mannen werd uitgedaagd door nieuwere interpretaties die zich richtten op bredere sociale krachten. Hoewel hij niet probeerde te ontkennen dat individuen een rol konden spelen of uitzonderlijke kwaliteiten konden tonen, zag hij Grote Mannen als onvermijdelijke producten van productieve culturen. Hij merkte bijvoorbeeld op dat als Isaac Newton niet had geleefd, de calculus nog steeds zou zijn ontdekt door Gottfried Leibniz, en vermoedde dat als geen van beide mensen had geleefd, het door iemand anders zou zijn ontdekt. Onder moderne critici van de theorie steunt Sidney Hook het idee; hij geeft eer aan degenen die gebeurtenissen vormgeven door hun daden, en zijn boek The Hero in History is gewijd aan de rol van de held en in de geschiedenis en invloed van de uitmuntende personen.
In de inleiding van een nieuwe editie van Heroes and Hero-Worship merkt David R. Sorensen de moderne achteruitgang op van de steun voor Carlyle's theorie in het bijzonder, maar ook voor "heroïsch onderscheid" in het algemeen. Als uitzondering noemt hij Robert K. Faulkner, een voorstander van aristotelische grootmoedigheid die in zijn boek The Case for Greatness: Honorable Ambition and Its Critics de politieke vooringenomenheid in discussies over grootheid en heldendom bekritiseert, door te stellen: ‘de antipathie van het nieuwe liberalisme tegen superieure staatslieden en menselijke uitmuntendheid is bijzonder ijverig, bekrompen en antifilosofisch.”
Ian Kershaw schreef in 1998: "De figuur van Hitler, wiens persoonlijke eigenschappen – onderscheidend van zijn politieke uitstraling en impact – nauwelijks nobel, verheffend of verrijkend waren, vormde vanzelfsprekende problemen voor een dergelijke traditie." Sommige historici, zoals Joachim Fest, reageerden door te stellen dat Hitler een "negatieve grootsheid" had. Kershaw verwerpt daarentegen de theorie van de Grote Mannen en stelt dat het belangrijker is om bredere politieke en sociale factoren te bestuderen om de geschiedenis van nazi-Duitsland te verklaren. Kershaw stelt dat Hitler een onopvallend persoon was, maar zijn belang kwam voort uit de manier waarop mensen naar hem keken, een voorbeeld van Max Webers concept van charismatisch leiderschap.